# (11350) Teresa
(11350) Teresa ist ein Asteroid des Hauptgürtels, der am 29. August 1997 von Ángel López Jiménez und Rafael Pacheco im Observatorium Mallorca entdeckt wurde. Der Asteroid wurde zu Ehren von Teresa Chercoles (* 1951), der Frau von Rafael Pacheco, benannt.